# Anthicus bruckii
Anthicus bruckii is een keversoort uit de familie snoerhalskevers (Anthicidae). De wetenschappelijke naam van de soort is voor het eerst geldig gepubliceerd in 1870 door von Kies.